# Distributiesteun voor kranten en tijdschriften
De distributiesteun voor kranten en tijdschriften is in België een subsidiemechanisme waarbij de Belgische overheid de kosten betaalt om papieren kranten en magazines over het ganse land te verdelen. Het gaat om een vergoeding van 170 miljoen euro per jaar, sinds 2015 uitgevoerd door bpost.
De subsidie kreeg al snel kritiek: de hoge kostprijs om "ouderwetse" papieren tijdschriften te blijven verdelen, vermoedelijk illegale afspraken tussen krantenuitgevers DPG Media en Mediahuis, de hoge subsidies naar bpost dat in wezen in handen van de overheid is, etc. Het contract is tot op vandaag geheim, niettegenstaande pogingen van onder meer Apache.be om via de wet op de openbaarheid van bestuur inzage te krijgen.

## Geschiedenis
De financiële ondersteuning van de krantendistributie startte in 2014. Drie bedrijven stelden zich kandidaat voor de eerste aanbesteding: bpost, AMP en BD, maar enkel bpost deed effectief mee aan de aanbesteding. De eerste aanbesteding liep tot eind 2022.
In 2021 werd de aanbesteding gelanceerd voor de volgende vijf jaar. Er waren twee kandidaten: bpost en de organisatie Bedeling van Pers, Periodicals en Publiciteit (PPP). Het leidde tot een fraude-onderzoek, de zogenaamde bpost-affaire. Bpost-CEO Dirk Tirez werd ontslagen wegens illegale afspraken in de toekenning van de overheidsconcessie.